# Claude Amsler
Claude Amsler (* 21. Juli 1947) ist ein Schweizer Experimentalphysiker und emeritierter Hochschullehrer.

## Werdegang, Forschung und Lehre
Amsler studierte an der ETH Zürich, an der er 1975 mit einer Arbeit zu einem Teilchenphysik-Experiment am Paul Scherrer Institut zur Messung der Streuung von Pionen an polarisierten Protonen promoviert wurde.
Anschliessend nahm er eine Stelle als Forscher an der Queen Mary University of London an und wurde in dieser Stellung nach Vancouver in Kanada delegiert, wo er am kanadischen Teilchenforschungszentrum TRIUMF an Nukleon-Nukleon-Streuexperimenten beteiligt war. 1978 wechselte er als Assistant Professor an die University of New Mexico, wobei seine Arbeitsstelle allerdings das Forschungszentrum Brookhaven National Laboratory auf Long Island war. Dort war er mit Antiprotonen-Experimenten befasst.
Nach einem kurzen Aufenthalt in München Anfang der 1980er Jahre kehrte er 1982 in die Schweiz zurück. An der Universität Zürich war er am Physik-Institut tätig; nach seiner Habilitation 1987 wurde er zunächst noch in demselben Jahr Associate Professor und erhielt 1999 eine Professur für Experimentalphysik an der Hochschule, die er bis zu seiner Emeritierung 2012 innehatte.
Seit 1979 mit einer CERN-Fellowship ausgestattet, forschte er insbesondere dort in verschiedenen Experimenten zur Teilchenphysik. Einer seiner Schwerpunkte war die Mesonen-Forschung.